# Gueto

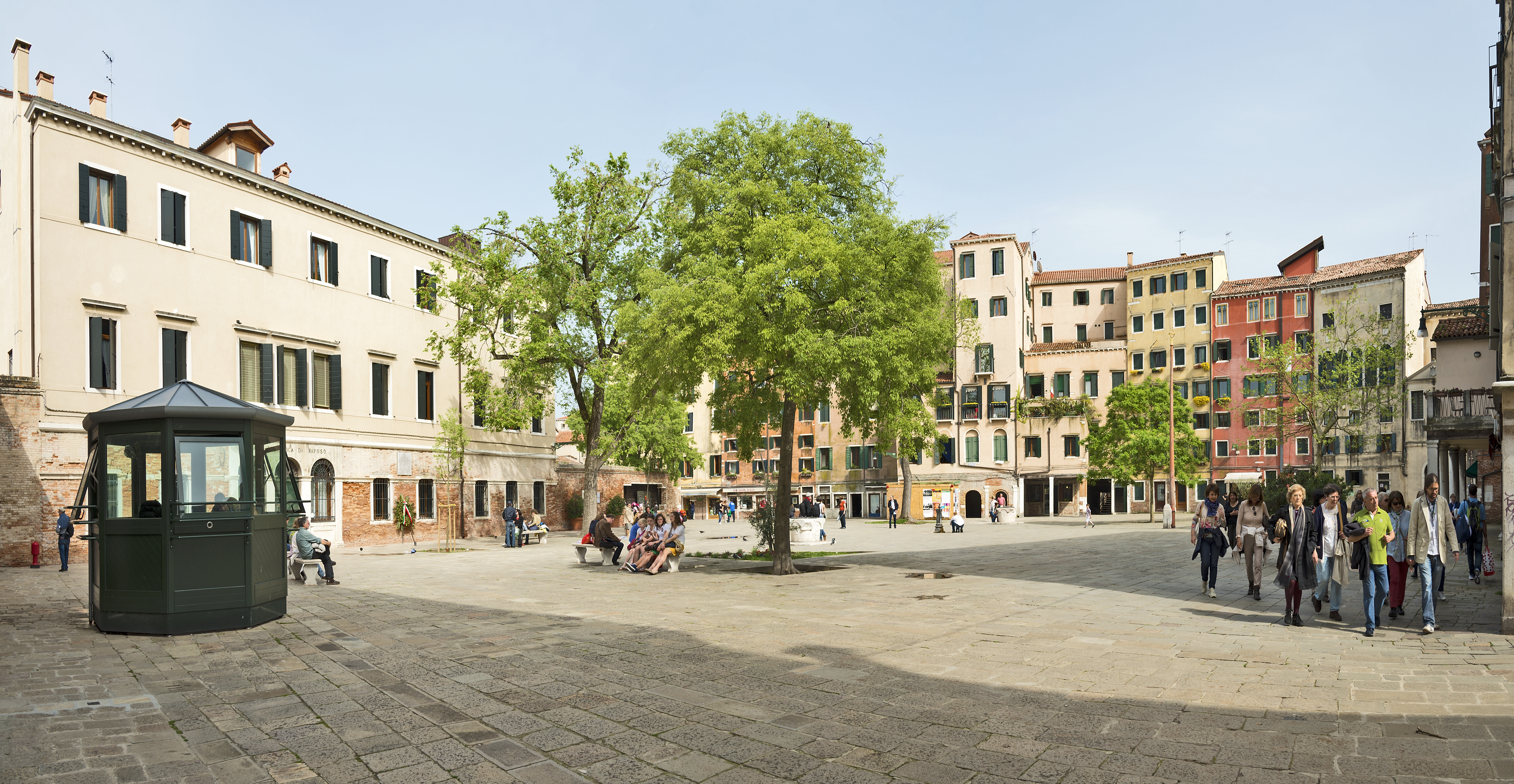
Plaza principal de lo que fue en su día el gueto de Venecia.

Un gueto (del italiano ghetto) es un área de una ciudad en la que un determinado grupo étnico, cultural o religioso, voluntaria o involuntariamente, vive en mayor o menor reclusión. Los motivos para la creación de un gueto pueden estar relacionados con aspectos políticos, sociales, legales o económicos. En gran parte de los casos, los guetos son zonas empobrecidas con respecto al resto de la ciudad. El uso de la palabra se ha extendido a día de hoy a cualquier área en la que la concentración de un determinado grupo social es excluyente.
El término, que se usaba originalmente para aludir al gueto veneciano en la ciudad de Venecia (Italia), data al menos del año 1516 y describía la parte de la ciudad donde los judíos eran forzados a vivir segregados del resto de los venecianos. Sin embargo, otras sociedades tempranas podrían haber tenido sus propias versiones del mismo fenómeno, dado que hay palabras con un significado parecido en hebreo, yidis, italiano, francés antiguo, latín y en alguna lengua germánica. Durante el Holocausto se establecieron más de mil guetos nazis para encerrar a las poblaciones judías de Europa, con el objetivo de explotar laboralmente y exterminar a la judería europea como parte de la solución final de la Alemania nazi.
El término gueto adquirió un profundo significado cultural en los Estados Unidos, y en especial en el contexto de la lucha contra la segregación y en favor de los derechos civiles. En este país, se ha usado ampliamente desde comienzos del siglo XX para aludir a los barrios pobres con poblaciones de grupos minoritarios. También se usa frecuentemente en algunos países europeos, como en Rumanía o Eslovenia, para referirse a los barrios pobres de las ciudades.

## Etimología
La palabra gueto deriva del italiano ghetto, y este, a su vez, probablemente del veneciano geto (que significa ‘fundición de hierro’, por la fábrica alojada antiguamente en el barrio posteriormente reservado a los judíos). Existen explicaciones alternativas, como la que señala, en cambio, que ghetto provendría de la palabra italiana borghetto, diminutivo de borgo (‘burgo’).También podría provenir de la palabra yidis get, que significa "separación, divorcio"; de la palabra italiana Egitto (Egipto), en recuerdo del exilio judío; del yidis gehektes, que quiere decir "encerrado"; del francés antiguo guect, que significa "guardar, vigilar"; o del latín Giudaicetum, que significa simplemente "judío".

## Historia

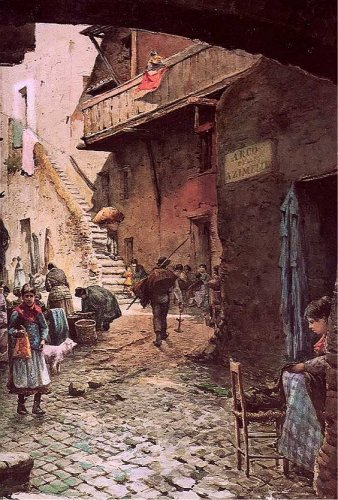
Detalle del gueto de Roma, hacia fines del siglo.

Uno de los primeros ejemplos de guetos judíos se encuentra en el sultanato benimerín de lo que actualmente es Marruecos, donde, en 1280, los judíos fueron transferidos a barrios segregados denominados mellahs.De hecho, el sistema en algunos estados musulmanes era tan rígido que incluso establecía el tamaño de las casas y de las puertas de los judíos.Durante los siglos XIV y XV, este sistema de segregación forzosa de los judíos se extendió por Europa, siendo conocidos los ejemplos de Fráncfort del Meno o de Praga.
En el caso de Venecia, si bien la presencia judía databa al menos del siglo V, el primer gueto fue instituido en 1516 (después de la llegada masiva de refugiados judíos que habían sido expulsados de la península ibérica), y constituyó un modelo para muchas otras ciudades italianas. Durante todo el siglo XVI los guetos se encontraban solo en ciudades del centro y del norte de Italia, dado que a raíz del Edicto de Granada promulgado por los Reyes Católicos y que mediante dos decretos expulsaba a los judíos de la Corona de Castilla y de la Corona de Aragón, también fueron deportadas todas las comunidades judías del sur de Italia dependientes de la Corona de Aragón, en 1493 del Reino de Sicilia y en 1541 del Reino de Nápoles.
Las características de los guetos eran bien diversas entre sí, y sufrieron grandes modificaciones con el pasar del tiempo. En algunos casos el gueto llegó a ser un barrio judío con población acomodada (como el caso de Venecia), en otros significó un empobrecimiento paulatino de la comunidad judía que albergaba (como en el caso de Roma). La principal característica de los guetos era que estaban cercados por muros o puertas, las cuales eran cerradas al anochecer y abiertas en las primeras horas del alba. Los judíos no podían adquirir terrenos fuera de los límites del gueto, y estaban obligados a vivir en él. Esto significó que en los casos de crecimiento demográfico, se construía encima del tejido urbano ya existente, incrementando la altura y densidad del barrio. En consecuencia, los guetos solían tener calles estrechas, edificaciones elevadas y una alta densidad demográfica.

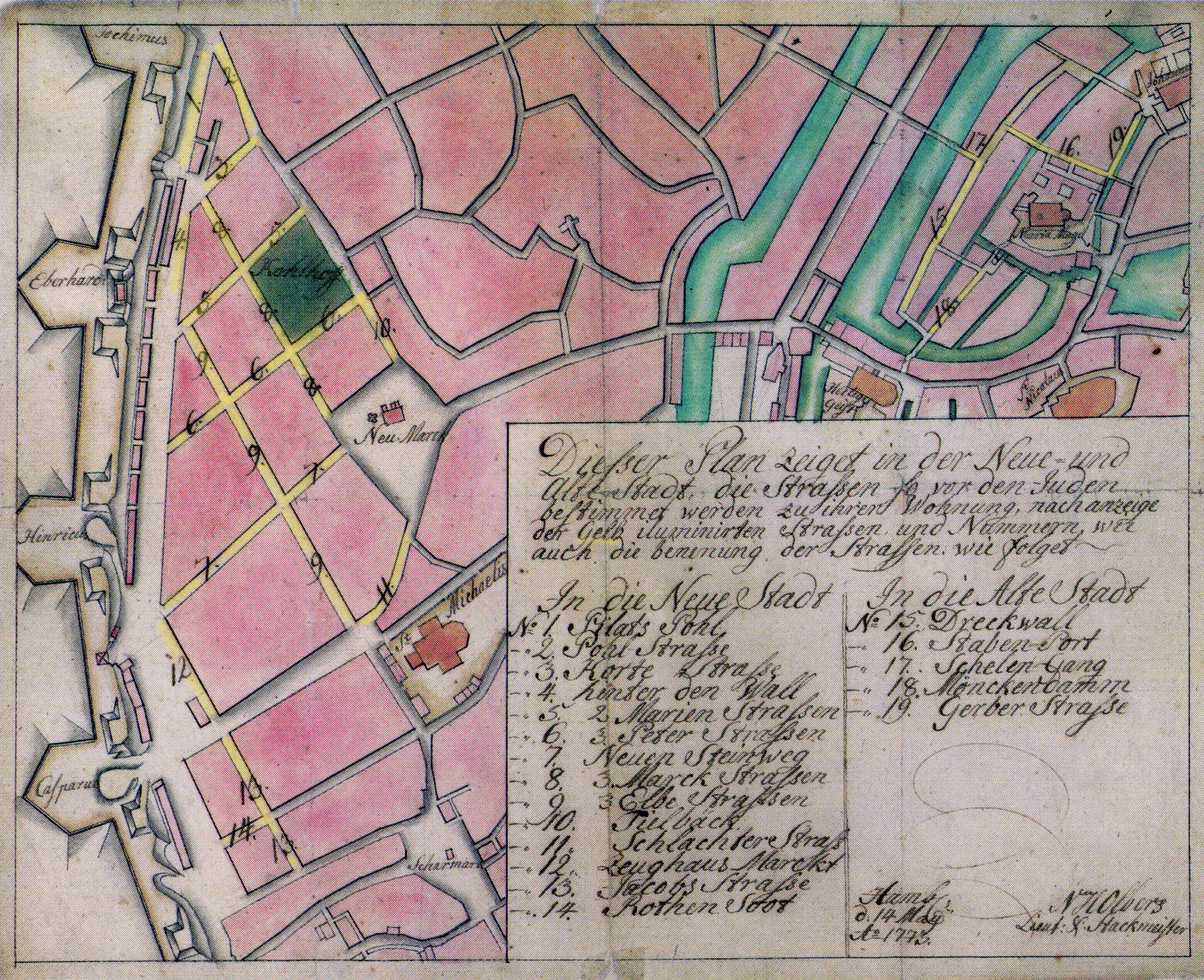
Plano del gueto de Hamburgo.

Los guetos se extendieron durante el siglo XVI en el centro y norte de Italia, como consecuencia de la Cum nimis absurdum del papa Paulo IV en 1555, que creó el gueto de Roma, segregando a la comunidad judía que había vivido libremente en la ciudad desde tiempos del Imperio romano. Durante su pontificado, entre 1566 y 1572, Pío V recomendó a todos los estados de la península itálica crear guetos (Mantua) para segregar a los judíos, siendo las ciudades de Pisa y Livorno (en el Gran Ducado de Toscana), unas de las pocas que se negaron a hacerlo.
En Europa Central, existieron guetos en diversas ciudades como Praga, Fráncfort, Hamburgo o Maguncia; mientras que en lugares de alta concentración de población hebrea, como Lituania o Polonia, no existían guetos propiamente tales, sino barrios judíos más o menos integrados a la ciudad, por ejemplo, en Cracovia.
El carácter de los guetos varió a lo largo del tiempo. El término se utilizó para designar una zona conocida también como "barrio judío" o «judería», es decir, la zona de la ciudad tradicionalmente habitada por los judíos de la diáspora. Los guetos europeos eran a menudo expansiones de las zonas segregadas designadas por las autoridades locales. Un término yidis para este concepto era Di yiddishe gas (en yidis, די ייִדדישע גאַס), es decir, la calle judía. Muchas ciudades europeas y de Oriente Medio tuvieron su propio barrio judío. 
En la Europa cristiana, el fenómeno de los guetos judíos se produjo por la discriminación de las distintas minorías religiosas y, en concreto, de los judíos. La visión contemporánea de la raza hacía que se les considerase extranjeros y, como consecuencia, se implantaron estrictas regulaciones en muchas ciudades europeas. 
En algunos casos, los guetos eran barrios judíos con una población bastante grande (por ejemplo, el gueto judío de Venecia). En otros casos, los guetos eran lugares caracterizados por una pobreza terrible. Durante los periodos de crecimiento demográfico, los guetos (como el de Roma) tenían calles estrechas y edificios altos y atestados de gente. A sus habitantes se les solía permitir administrar su propio sistema judicial basado en las tradiciones judías y en la sabiduría de los ancianos. 
En países árabes como Marruecos, un mellah (árabe: ملاح; probablemente derivado de  ملح, "sal") era un barrio judío amurallado en el interior de una ciudad, análogo a lo que eran los guetos judíos contemporáneos. Aunque databan de varios siglos antes, el proceso de confinamiento de los judíos en los mellahs se acentuó a comienzos del siglo XV, después de la expulsión de los judíos y los moriscos de la península ibérica, y más aún a comienzos del siglo XIX. En las ciudades, los mellahs estaban rodeados de muros con una gran puerta fortificada. El barrio judío solía ubicarse cerca del palacio real o de la residencia del gobernador para proteger a sus habitantes de las frecuentes revueltas. Sin embargo, los mellahs rurales eran aldeas aisladas y habitadas únicamente por judíos.  
Los guetos fueron progresivamente abolidos y sus muros demolidos en el siglo XIX, siguiendo los ideales libertarios de la Revolución Francesa, en especial luego de las invasiones napoleónicas, las cuales además sirvieron de impulso para abolir la Inquisición. El último gueto en ser abolido en Europa Occidental, fue el de Roma en 1870, cuando el Reino de Italia el 20 de septiembre conquistó la ciudad dando fin a los Estados Pontificios, transformándola en su capital.

## Guetos en el nazismo

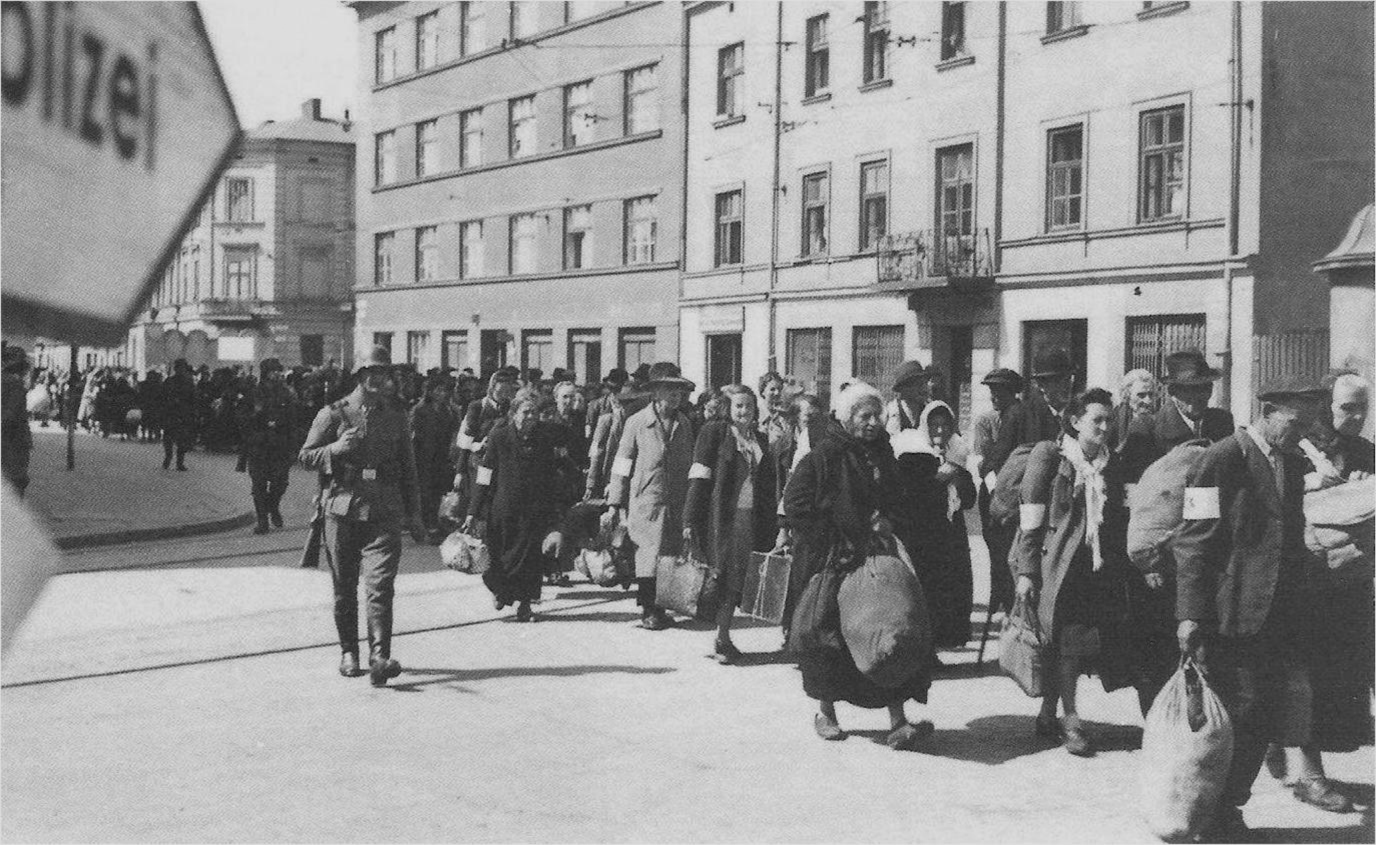
Gueto de Cracovia en 1943, bajo la ocupación de los nazis.

Durante el régimen nazi, Alemania reintrodujo el sistema de guetos en Europa Oriental (Jüdischer Wohnbezirk o Wohngebiet der Juden, en idioma alemán, barrio judío) para confinar a la población judía, y a veces también a la población gitana, lo cual facilitó su control por parte de los nazis.
El 21 de septiembre de 1939 el Jefe de la Policía de Seguridad de las SS ordenó que los judíos residentes en las aldeas y los pueblos en la zona de ocupación alemana de Polonia sean concentrados en ciudades grandes cercanas a estos. Este fue el primer paso para el establecimiento de los guetos en Polonia. Los judíos fueron encerrados en guetos, situados por lo común en la parte más pobre y descuidada de la ciudad, a menudo sin electricidad e instalaciones sanitarias básicas.
Los habitantes de los guetos de Europa Oriental fueron transportados desde diferentes partes de Europa, privados de cualquier derecho, hacinados en pésimas condiciones, mal alimentados y obligados a trabajar para la industria bélica alemana. De ahí eran gradualmente deportados a campos de exterminio durante el Holocausto. El sistema de guetos constituía la primera escala del proceso de deportación y exterminio de los judíos de Europa.

## Israel
Durante la creación del Estado de Israel y la guerra árabe-israelí de 1948, las tropas israelíes fueron tomando y ocupando numerosas ciudades habitadas principalmente por árabes palestinos. Aunque la mayoría de estos fueron expulsados o huyeron ante el empuje del ejército israelí en un proceso conocido como la Nakba, aquellos que permanecieron en sus hogares fueron reubicados en guetos rodeados de alambre de espino y custodiados por soldados. En Haifa, de los 70 000 habitantes palestinos que vivían en la ciudad antes de la guerra quedaron tan solo 3500 habitantes, que fueron realojados en dos barrios: Wadi Nisnas para los cristianos y Wadi Salib para los musulmanes. La orden de creación de estos guetos, que carecían de red eléctrica y de suministro de agua, fue dada por David Ben Gurion. En la cercana Jaffa, con un número similar de habitantes palestinos antes de la guerra, solo 4000 de ellos permanecieron en la ciudad después del conflicto. Meir Laniado, el gobernador militar de la ciudad, ordenó el realojo forzoso de los palestinos restantes en el barrio de Ajami, que fue sellado con vallas, alambre de espino y vigilancia militar. Solo se permitía la salida de sus habitantes para trabajar en unas granjas cercanas y previo permiso del dueño de las granjas. El ejército israelí también expulsó a la población de las ciudades de Ramle y Lod, con más de 50 000 habitantes palestinos, de la que solo quedaron unas 2000 personas para que se encargasen de los servicios básicos, tales como la red ferroviaria o el agua corriente. Los pocos habitantes palestinos que quedaron en Lod fueron reubicados en un barrio rodeado de alambradas, del que solo podían salir con un permiso de la autoridad militar. Otras localidades árabes palestinas como Majdal (Ascalón) o Acre también vieron cómo los pocos habitantes palestinos que quedaron tras la guerra árabe-israelí y la Nakba fueron reubicados en unos barrios determinados.

## Estados Unidos

### Historia
El desarrollo de guetos en los Estados Unidos está estrechamente asociado con olas de inmigración y a la migración urbana interna. Los inmigrantes irlandeses y alemanes del  siglo XIX, fueron los primeros grupos étnicos en formar enclaves étnicos en ciudades de los Estados Unidos. Esto fue seguido por un gran número de inmigrantes del sur y del este de Europa, incluyendo muchos italianos y polacos entre 1880 y 1920. Estos inmigrantes europeos luego estarían más segregados que los negros en el siglo XX. La mayoría de ellos permanecieron en sus comunidades de inmigrantes establecidos, pero ya en la segunda o tercera generación, muchas familias pudieron trasladarse a una mejor vivienda en los suburbios tras la Segunda Guerra Mundial, ya que se adaptaron y prosperaron.
Estas áreas incluyen el gueto étnico Lower East Side en Manhattan, Nueva York, que más tarde se hizo famoso por el predominio de judíos, y el Harlem del Este, que se convirtió en sede de una gran comunidad puertorriqueña en la década de 1950. Las Pequeñas Italias llegaron a todo el país con el predominio de guetos italianos. Muchos inmigrantes polacos se trasladaron a secciones como Pilsen, en Chicago, y Polish Hill, en Pittsburgh. Brighton Beach, en Nueva York, concentra a la mayoría de los inmigrantes rusos y ucranianos.
En los Estados Unidos, entre la abolición de la esclavitud y la promulgación de las leyes de derechos civiles de la década de 1960, las costumbres discriminatorias (a veces codificadas en la ley, o a través de las líneas rojas) obligó a menudo a que los afroamericanos de las ciudades vivieran en barrios específicos, que llegaron a ser conocidos como guetos.
Según los trabajos del sociólogo Loïc Wacquant, el gueto se estructura según un régimen de marginalidad urbana, reciente, fundado en 4 lógicas:
1. Tendencia macrosocial hacia la desigualdad;
2. Fragmentación de la mano de obra desocupada, con la subsecuente desproletarización e informalización de la base ocupacional;
3. Achicamiento del estado del bienestar;
4. Concentración y estigmatización espacial de la pobreza.[11]

### Guetos afroamericanos

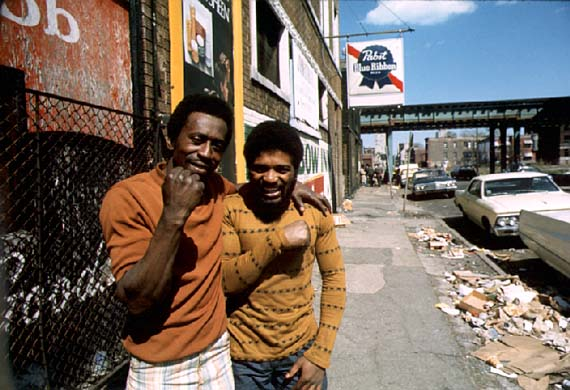
Gueto en South Side, Chicago, mayo de 1974.

Las zonas urbanas en los Estados Unidos a menudo pueden clasificarse como negras o blancas, con habitantes pertenecientes principalmente a un grupo racial homogéneo. Cuarenta años después de la era de los derechos civiles estadounidense (1955–1968), la mayor parte de los Estados Unidos sigue siendo una sociedad segregada en la que blancos y negros habitan diferentes barrios. Muchos de estos barrios se encuentran en ciudades del Norte donde los afroamericanos se trasladaron durante la Gran Migración (1914–1950) un período en que más de un millón de afroamericanos se trasladaron de la zona rural del sur estadounidense para escapar del racismo, buscar oportunidades de empleo en entornos urbanos y procurar lo que se consideraba una vida mejor en el norte. En el medio oeste, los barrios fueron construidos sobre los altos salarios de manufactura de trabajos sindicalizados, los cuales se secaron por la demanda durante el declive de la industria y la consiguiente reducción de las fábricas de acero, plantas de automóviles y otras fábricas a partir de la década de 1970. La segregación aumentó en la mayor parte de las ciudades que tenían una gran inmigración negra y por tanto agobiando la decadencia económica, personificada en ciudades como Gary (Indiana).
En los años posteriores a la Segunda Guerra Mundial, muchos blancos estadounidenses comenzaron a mudarse de las ciudades a las comunidades suburbanas más recientes, un proceso conocido como la huida blanca. Este proceso se produjo, en parte, como una respuesta a los negros que se mudaban a los vecindarios urbanos blancos. Las prácticas discriminatorias, especialmente las destinadas a "preservar" los emergentes suburbios blancos, limitó la capacidad de los negros para pasar de las ciudades a los suburbios, incluso cuando económicamente podían permitírselo. En contraste con esto, el mismo período en la historia marcó una masiva expansión suburbana disponible principalmente para los blancos tanto para los ricos como los de clase trabajadora, facilitados a través de la construcción de carreteras y la disponibilidad de hipotecas subvencionadas por el Gobierno Federal (VA, FHA, HOLC). Se hizo más fácil para las familias comprar nuevas casas en los suburbios, pero no para alquilar apartamentos en las ciudades.
En respuesta a la afluencia de personas de raza negra del sur, los bancos, las compañías de seguros y empresas comenzaron a negar o aumentar el costo de los servicios, tales como bancarios, seguros, acceso a puestos de trabajo, acceso a la atención de la salud, o incluso en los supermercados a los residentes de determinadas áreas, a menudo racialmente determinadas. La forma más devastadora de la línea roja y el uso más común del término, se refieren a la discriminación de la hipoteca. Datos sobre el precio de la vivienda y las actitudes hacia la integración sugieren que en el siglo XX, la segregación era un producto de acciones colectivas adoptadas por los no negros para excluir a los negros de los barrios suburbanos.
Las disposiciones "raciales" del Manual de Aseguramiento de la FHA, donde entre 1.300 disposiciones, incluía las siguientes directrices que agravaban el problema de la segregación:

Las restricciones recomendadas deben prever: la prohibición de la ocupación de propiedades, excepto por la raza de los que están destinados...Las escuelas deben ser adecuadas a las necesidades de la nueva comunidad y no deben ser asistidas por inarmónicos grupos raciales en un gran número.

Esto significaba que las minorías étnicas podrían garantizar préstamos hipotecarios sólo en ciertas áreas, lo que dio lugar a un gran aumento a la segregación racial residencial y a la decadencia urbana en los Estados Unidos. La creación de nuevas carreteras en algunos casos dividieron y aislaron a los barrios negros de bienes y servicios, muchas veces dentro de los corredores industriales. Por ejemplo, el sistema de autopistas interestatales de Birmingham, Alabama intentó mantener las fronteras raciales que se establecieron en la ciudad por la ley de zonificación racial de 1926. La construcción de autopistas interestatales a través de barrios negros en la ciudad llevó a una pérdida significativa de la población en los barrios y se asocia con el aumento de la segregación racial de barrios. En 1990, las barreras legales para aplicar la segregación fueron sustituidas por un racismo descentralizado, donde los blancos comenzaron a pagar más que los negros para vivir en zonas predominantemente blancas. Algunos científicos sociales sugieren que los procesos históricos de suburbanización y descentralización son instancias de privilegios para los blancos que han contribuido a patrones contemporáneos de racismo ambiental.
A pesar del uso común en los Estados Unidos del término gueto para indicar a un pobre, culturalmente o a un área urbana racialmente homogénea, los que viven en el área a menudo lo usaron para significar algo positivo. Los guetos negros no siempre contienen ruinas de casas y viviendas en deterioro, tampoco todos sus residentes son pobres. Para muchos afroamericanos, el gueto fue un "hogar": un lugar que representa la negritud auténtica y un sentimiento, pasión, o derivada de pasar por encima de la lucha y el sufrimiento de ser negro en Norteamérica. Langston Hughes lo transmite en el "Ghetto Negro" (1931) y "El corazón de Harlem" (1945): "Los edificios de Harlem son de ladrillo y piedra / Y las calles son largas y amplias, / Pero Harlem es mucho más que sólo esto / Harlem es lo que está dentro." El dramaturgo August Wilson utilizó el término gueto en Ma Rainey’s Black Bottom (Fondo negro de Ma Rainey) (1984) y Fences (Vallas) (1987), que se basan en la experiencia del autor en el distrito de Hill de Pittsburgh, un gueto de negros.
Recientemente, la palabra gueto ha sido usada en el argot como un adjetivo en lugar de un sustantivo. Se utiliza para indicar la relación de un objeto en el centro de la ciudad o a la cultura negra y también en términos más generales y un a veces ofensivos, para denotar algo que es mezquino o de baja calidad. Mientras que gueto como un adjetivo puede utilizarse despectivamente, la comunidad afrodescendiente, particularmente en la escena hip hop, ha tomado la palabra para sí y ha comenzado a utilizarla en un sentido más positivo que trasciende sus orígenes despectivos.

## Otrosguetos
En la estructura urbana actual, se ha procedido a aplicar el término a los barrios dispersos separados del resto de la ciudad y poblados por cualquier concentración poblacional de origen étnico, cultural o religioso, que viven ahí especialmente debido a la presión social, económica o jurídica.
Los barrios chinos se originaron como enclaves racialmente segregados donde la mayoría de los inmigrantes chinos se establecieron desde la década de 1850 en adelante. Los principales barrios surgieron en Boston y Lowell, Massachusetts; Detroit, Míchigan; Corpus Christi, Texas; Camden y Trenton, Nueva Jersey; Chicago; Los Ángeles, Sur de Los Ángeles, Oakland, San Francisco y San Diego, California; La ciudad de Nueva York; Nueva Orleans; Akron, Ohio; Cincinnati; Filadelfia, Pensilvania; Portland, Oregón; Seattle; Vancouver; Toronto; Montreal y otras grandes ciudades. Hoy, la mayoría de los estadounidenses chinos ya no residen en las zonas urbanas, pero después de la década de 1970 la inmigración asiática de China, el Sudeste Asiático y las Filipinas han repoblado muchos barrios chinos. Muchas Pequeñas Italias, barrios chinos (o barrios coreanos y japoneses) y otros barrios étnicos se han convertido en barrios de clase media en los últimos tiempos, dominados por los propietarios de exitosos restaurantes, tiendas familiares y empresarios capaces de poner en marcha sus propias empresas. Muchos se han convertido en lugares de interés turístico por derecho propio.
En los Estados Unidos, muchos inmigrantes hispanos de México, Centroamérica, Sudamérica y el Caribe se concentran en barrios ubicados en ciudades con grandes poblaciones de hispanos como el condado de Orange; Anaheim, Baldwin Park, Chino, Coachella, El Centro, El Monte, Fresno, Huron, Hemet, Indio, Los Ángeles, Long Beach, Modesto, Monrovia, Moreno Valley, National City, Albuquerque, Nuevo México, Cincinnati, Compton, Inglewood, del sur de Los Ángeles, Oakland, Ontario, Rialto, San Bernardino, San Diego, San Francisco, San José, Santa Ana y Temecula; El Paso, Alexandria, Virginia, Dallas, Houston y San Antonio; al norte de Filadelfia, Pensilvania y Phoenix, Tucson y Yuma (Arizona); Denver; Oklahoma City; La ciudad de Nueva York; Brentwood; Chicago y Sterling, Illinois. Muchas de estas ciudades lucharon contra los problemas de la delincuencia, las drogas, las pandillas juveniles y la desintegración de la familia. Sin embargo, los hispanos de clase media y universitarios se trasladaron fuera de los barrios a otros vecindarios o a los suburbios. Los barrios prosperaron continuamente por la gran afluencia de inmigración de México, esto en gran parte debido a la explosión de la población latina en el siglo XX. La mayoría de los residentes en estos barrios urbanos son inmigrantes llegados directamente desde América Latina.